# En av oss
En av oss: En berättelse om Norge (originaltitel: En av oss: en fortelling om Norge) är en bok av den norska journalisten och författaren Åsne Seierstad, utgiven 2013. Boken handlar om terrorattentaten i Norge 2011 och dess gärningsman Anders Behring Breivik, men fokuserar mest på de tonåringar som var på plats under massakern på Utøya och deras berättelser.

## Filmer
- 2018 – 22 July, regisserad av Paul Greengrass